# Grabež
Grabež je naseljeno mjesto u gradu Bihaću, Federacija Bosne i Hercegovine, BiH. Nalazi se oko 5 kilometara istočno od Bihaća.

## Stanovništvo

### 1991.
Nacionalni sastav stanovništva 1991. godine, bio je sljedeći:
ukupno: 7
- Srbi - 7

### 2013.
Prema popisu iz 2013. godine bio je bez stanovnika.

## Vanjske poveznice
- Satelitska snimka  Arhivirana inačica izvorne stranice od 3. kolovoza 2008. (Wayback Machine)